# Meiacanthus phaeus
Meiacanthus phaeus là một loài cá biển thuộc chi Meiacanthus trong họ Cá mào gà. Loài này được mô tả lần đầu tiên vào năm 1976.

## Từ nguyên
Từ định danh phaeus bắt nguồn từ phaiós (φαιός trong tiếng Hy Lạp cổ đại), mang nghĩa là “có màu chạng vạng”, hàm ý đề cập đến tông màu nâu xám của mẫu vật loài cá này khi được ngâm alcohol bảo quản.

## Phân bố và môi trường sống
M. phaeus hiện chỉ được ghi nhận ở Nouvelle-Calédonie, bao gồm cả quần đảo Chesterfield, và hai rạn san hô Elizabeth và Middleton, được tìm thấy trên các rạn san hô ở độ sâu đến ít nhất là 12 m.

## Mô tả
Chiều dài chuẩn lớn nhất của M. phaeus không rõ. Loài này có màu lam xám, trắng hơn ở thân sau và đến giữa gốc vây đuôi. Có viền mỏng màu lam xám và dải đen cận rìa dày hơn trên vây lưng. Vây hậu môn màu đen. Thùy vây đuôi màu đen có màng trung tâm trong suốt với các tia màu lam xám nhạt.
Số gai vây lưng: 4; Số tia vây lưng: 27; Số gai vây hậu môn: 2; Số tia vây hậu môn: 17.

## Sinh thái
Trứng của M. phaeus có chất kết dính, được gắn vào chất nền thông qua một tấm đế dính dạng sợi. Cá bột là dạng phiêu sinh vật, thường được tìm thấy ở vùng nước nông ven bờ.